# Спаргапейт (цар скіфів)

Спаргапейт (грец. Σπαργαπείθης) — скіфський династ, яким Геродот розпочинає династію Європейської Скіфії, батько Ліка, дід Гнура (Геродот. История. IV. 76). Можливо припустити (враховуючи те, що Спаргапейт, відповідно до Геродота, перший у переліку династів), що саме Спаргапейт очолював скіфів під час їх міграції з Пн. Кавказу та Кубані до Північного Причорномор'я, що відбулася бл. межі VII—VI ст.ст. до н. е.
Етимологія імені (за В. И. Абаєвим та М. Фасмером):

грец. Σπαργαπεϊθης < скіф. sparga- paiθ- < авест. sparga- paēs- — укр. «подібний до юної лози»(?), що не є загальновизнаним (існує інша, побудована за тією ж схемою, інтерпретація).

## Спаргапейтв повідомлені Геродота (Історія, IV, 76)
Проте мені розповів Тімн (2), представник Аріапейта, що Анахарсій із боку батька був дядьком Ідантірса, скіфського царя (3), і сином Гнура, внука Спаргапейта і сина Ліка. Якщо таке було походження Анахарсія то його вбив його брат, бо Ідантірс був сином Савлія, а Савлій був тим, хто вбив Анахарсія.

## Інші відомі на сьогодення згадки цього імені та історичні персони з даним ім'ям
- грец. Σπαργαπείθης — цар агатірсів, який близько 460 р. до н. е. вбив  династа скіфів Аріапейта (Геродот. История. IV. 78).[4]
- грец. Σπαργαπίσης — син цариці масагетів Томіріс, який загинув під час війни з Кіром.[5] Саме варіанти вимови імені скіф. Спаргапейт та массагетська Спаргапіс дали підстави дослідникам для визначення певних особливостей, характерних для мови скіфів-сколотів.[6]